# Урзічень (Сату-Маре)
Урзічень, Урзічені (рум. Urziceni) — село у повіті Сату-Маре в Румунії. Адміністративний центр комуни Урзічень.
Село розташоване на відстані 464 км на північний захід від Бухареста, 36 км на захід від Сату-Маре, 139 км на північний захід від Клуж-Напоки.

## Населення
За даними перепису населення 2002 року у селі проживали 1296 осіб.
Національний склад населення села:
| Національність | Кількість осіб | Відсоток |
| -------------- | -------------- | -------- |
| угорці         | 875            | 67,5%    |
| німці          | 335            | 25,8%    |
| румуни         | 84             | 6,5%     |

Рідною мовою назвали:
| Мова      | Кількість осіб | Відсоток |
| --------- | -------------- | -------- |
| угорська  | 1212           | 93,5%    |
| румунська | 73             | 5,6%     |
| німецька  | 11             | 0,8%     |